# Natsumi Mukai
Pour les articles homonymes, voir Mukai.
Natsumi Mukai (迎 夏生, Mukai Natsumi) est une mangaka.

### Mangas
- 1989 : Furōchōju no mizu (不老長寿の水, l'eau de jouvence)
- 1991 : Rune Worth (ルーンワース)
- 1991 : Takkyu Lipton (宅急リプトン)
- 1992 : Saboten Road (サボテンロード)
- 1992-1993 : Fortune Quest (フォーチュン・クエスト)
- 1994-1995 : Wandal Wandering! (ワンダル・ワンダリング！)
- 1996-1999 : Itadaki Shunpei!! (いただきっ春平！！)
- 1998 : Wandal Wandering! Gaiden (ワンダフル・ワンダリング！　外伝)
- 2000-2005 : +Anima
- 2006-2007 : Nui !
- 2007 : Kyoukutou Heigen (極東平原)

### Artbooks
- 1994 : Mukai Natsumi Gashō (迎夏生画集)